# Кент, Джеймс Тайлер
Джеймс Тайлер Кент (1849—1916) — американский врач. Известен как один из популяризаторов гомеопатии.

## Биография
Родился в семье баптистов Стивена Кента и Кэролайн Тайлер.
После окончания средней школы поступил в Мэдисонский университет (нынешний университет Колгейт), который окончил со степенью бакалавра в 1868 году. В 1870 году получил степень магистра.
В 1876 году занял должность профессора анатомии в Американском колледже в Сент-Луисе.
В конце 1870-х годов начал изучение и разработку принципов гомеопатии.
В 1881—1888 годах занимал должность профессора анатомии в гомеопатическом колледже штата Миссури.
В 1890—1899 годах — профессор гомеопатической медицинской школы в Филадельфии.
В 1897 году он опубликовал свой главный труд — «Лекции по философии гомеопатии». На этой научной работе Кента основана большая часть современной гомеопатической практики.
В 1897—1903 годах Кент редактировал «Гомеопатический журнал», выпустив семь томов журнала.
В 1903—1909 годах преподавал в Медицинском колледже Ганемана (Чикаго). В 1909 году стал профессором и деканом медицинского колледжа и больницы Геринга (Чикаго).
Кент сыграл важную роль в создании в 1910 году Общества гомеопатов, издававшего собственный журнал «Гомеопат».